# فتق بوشداليك
فتق بوشداليك، أحد نوعين من فتوق الحجاب الحاجز الخلقية، أما النوع الآخر هو فتق مورغاني. يعد فتق بوشداليك عيبًا خلقيًا يتميز بفتحة في الحجاب الحاجز عند الرضيع، ما يسمح لأحشاء البطن (خاصة المعدة والأمعاء) بالخروج من هذه الفتحة إلى التجويف الصدري، ويحدث تشوه في الرئة عند أغلب المصابين، ويمكن أن يكون هذا الاضطراب الرئوي مهددًا للحياة. فتق بوشداليك أشيع في الجانب الأيسر (85%) من الجانب الأيمن (15%)
يعتبر فتق بوشداليك من الأمراض النادرة، وقد وصف هذا النوع من الفتوق لأول مرة في عام 1754 من قبل الطبيب ماكولي، وسُمي لاحقًا على اسم عالم الأمراض التشيكي فينسينز ألكسندر بوشداليك (1801-1883).

## الأعراض والعلامات

### عند الأطفال
يمكن تشخيص فتق بوشداليك في الحالات العادية عند ولادة الطفل المصاب، ومن أهم الأعراض المرافقة: صعوبة في التنفس وسرعة في التنفس وزيادة معدل ضربات القلب، وأحيانًا يكون الطفل المصاب بفتق بوشداليك أزرق اللون، ومن الطرق التي تُستخدم للتشخيص أيضًا مراقبة صدر الوليد، إذ يُلاحظ أن أحد جانبي الصدر أكبر من الآخر عند الأطفال المصابين بفتق بوشداليك.

### عند الكبار
تكون أغلب حالات فتق بوشداليك عند البالغين غير عرضية، وإذا ظهرت الأعراض فغالبًا ما تكون غامضة ومرتبطة بالجهاز الهضمي. قد تشمل الأعراض: الألم البطني وعلامات انسداد الأمعاء.

## الأسباب
يتشكل فتق بوشداليك خلال نمو الجنين وتطوره. يتكون الحجاب الحاجز بين الأسبوع السابع والعاشر، وخلال هذا الوقت أيضًا يتكون المريء والمعدة والأمعاء. يتشكل فتق بوشداليك إما نتيجة تشوه وخلل في بنية الحجاب الحاجز أو نتيجة بقاء الأمعاء ضمن تجويف الصدر أثناء تشكيل الحجاب الحاجز، وعلى الرغم من هذه التفسيرات لكن هناك العديد من العوامل التي تساهم في حدوث فتق بوشداليك وفتق مورغاني بعضها وراثي والآخر بيئي.

## التشخيص
يمكن كشف فتق بوشداليك عند الأطفال غالبًا خلال الفحص السريري الذي يجريه طبيب الأطفال للوليد. يمكن أيضًا إجراء تصوير للصدر بالأشعة السينية لكشف التشوهات في الرئتين والحجاب الحاجز والأمعاء، ومن الإجراءات التي يمكن إجراؤها أيضًا فحص دم، وسحب دم شرياني لفحص وتحديد فعالية التنفس عند الطفل، يمكن أيضًا إجراء اختبار للمورثات لتحديد ما إذا كانت المشكلة وراثية أم لا. يقوم الأطباء عادةً بإجراء فحص للقلب بالموجات فوق الصوتية للقلب لتقييم صحة القلب سلامته.[بحاجة لمصدر]

## الإنذار
يمكن أن يكون فتق بوشداليك حالة مهددة للحياة، ويكون 85.3% من الأطفال حديثي الولادة الذين يولدون بفتق بوشداليك معرضين لخطر كبير فور الولادة. لدى الأطفال الذين يولدون بفتق بوشداليك معدل وفيات مرتفع بسبب قصور الجهاز التنفسي، ويموت ما بين 25 - 60% من الأطفال المصابين بفتق بوشداليك. تتشكل الرئتان والحجاب الحاجز وأحشاء الجهاز الهضمي في نفس الوقت، لذلك عندما يسمح فتق بوشداليك لأحشاء البطن بالعبور لتجويف الصدر فإنه يضع الرضيع في حالة طبية حرجة. تضغط هذه الأحشاء الموجودة في تجويف الصدر على الرئتين، ما يضعف نموها السليم ويسبب نقصًا تنسجًا رئويًا.

## علم الأوبئة
يشكل فتق بوشداليك 0.17% - 6% من جميع حالات فتوق الحجاب الحاجز عند البالغين، وتشخص حالة واحدة عند كل 2200 - 12500 ولادة كل عام، ومن المرجح أن يكون الأطفال الذين يولدون بفتق بوشداليك مصابين بعيوب خلقية أخرى ناتجة عن الفتق. يعاني 20% من الأطفال المصابين بفتق بوشداليك من عيوب خلقية في القلب، وتوجد شذوذات وراثية عند 5 – 16% من المصابين. فتق بوشداليك أشيع عند الذكور بنسبة 3 : 2.